# (Marie's the Name) His Latest Flame
(Marie's the Name) His Latest Flame е песен, която Елвис Пресли записва и издава като сингъл през 1961 г. Авторите на песента са Док Помус и Морт Шуман. Първият изпълнител, който записва и издава сингъла, е Дел Шенън. Той го включва в албума Runaway With Del Shannon, който излиза през юни 1961 г. Пресли пуска своята версия като сингъл през август 1961 г. От другата страна е песента Little Sister. В САЩ песента Little Sister е от Б-страната на обложката, докато в някои други страни, страните на обложката са завъртяни.
В САЩ песента се достига до №4 в общата класация за сингли в различни жанрове на поп музиката в „Билборд Хот 100“ и №2 в класацията Hot Trault Contemporary Tracks. В Обединеното кралство сингълът е издаден като двоен Little Sister/(Marie's the Name) His last Flame (с двете страни A) и е 4 седмици №1 в „Ю Кей Сингълс Чарт“.
През 1993 г., германската рок група „Скорпиънс“ записва и издава песента в техния студиен албум Face the Heat, но (Marie's the Name) His Latest Flame е включена само в изданието, което се продава на територията на САЩ и то като „скрита“ бонус песен.
През 2016 г. британският вестник „Дейли Телеграф“ включва песента в списъка си с 20 основни песни на Елвис Пресли.